# San Bernardino Valley Water Conservation Demonstration Garden
El Jardín de exposición de conservación de agua en el valle de San Bernardino en inglés: San Bernardino Valley Water Conservation Demonstration Garden es un jardín botánico de 1,4 acres (5 665.60 m²) de extensión que alberga más de 3,500 especies de plantas procedentes de todo el mundo. 
Está administrado por la Universidad Estatal de California, San Bernardino (USCSB) mediante el Instituto de Recursos Hídricos - « "Water Resources Institute" » (WRI) de la Cal State San Bernardino es un lugar que los académicos, estudiantes, líderes de agua y líderes de la comunidad se reúnen para hacer frente a los retos y resolver los problemas relacionados con el tema de la sostenibilidad del más crítico de los recursos en la zona de Inland Empire, los recursos hídricos, junto a otros socios de "fuerzas vivas" de la zona.  

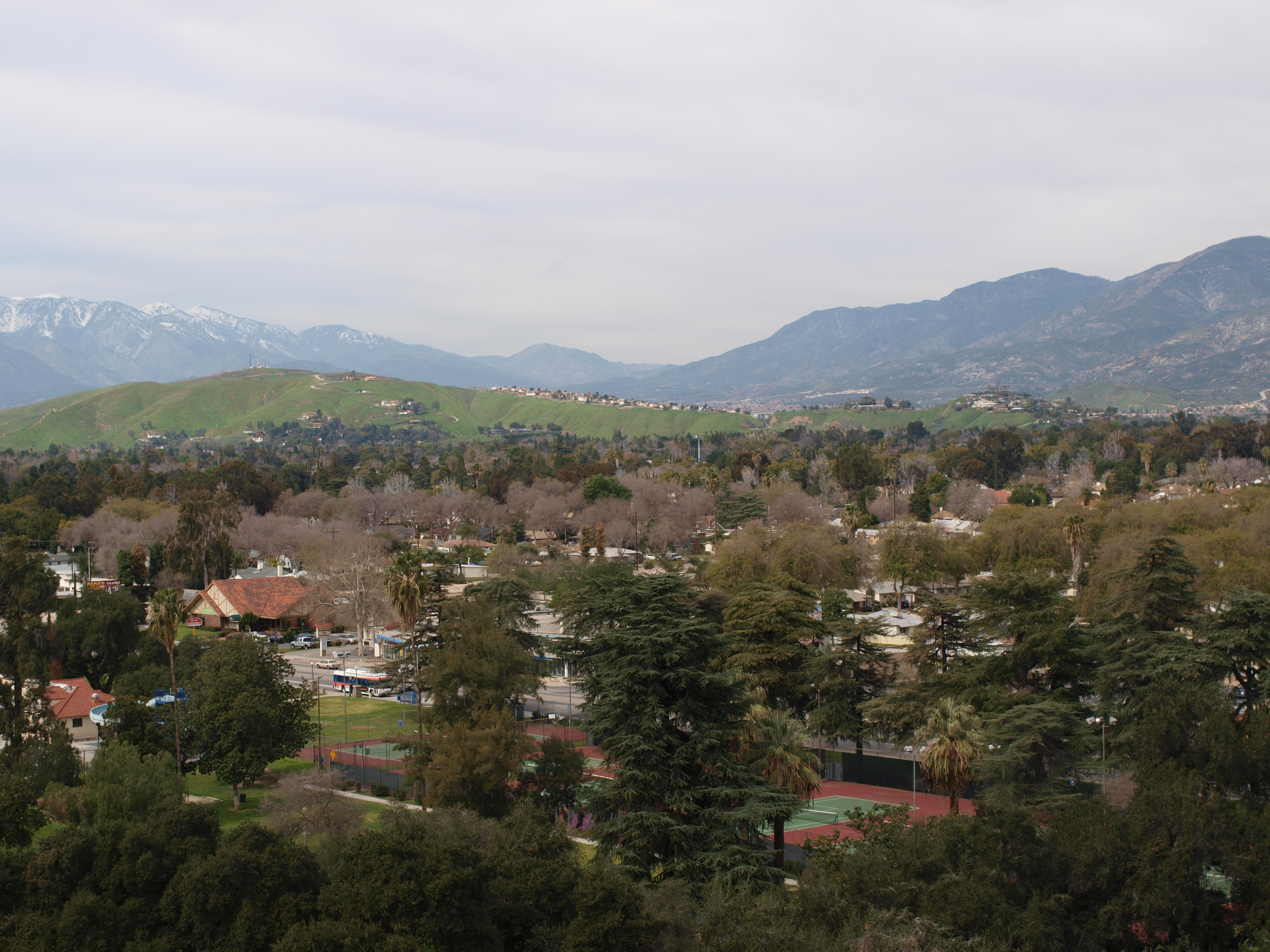
Vista desde las "Perris Hill" hacia las "Shandin Hills" en el norte. Como fondo es visible el puerto del Cajón « Cajon Pass ».

## Localización
El jardín botánico se ubica en la parte este de las "Perris Hill", constando de una milla de sendas a través de varios microclimas y terreno ondulado.
San Bernardino Valley Water Conservation Demonstration Garden, California State University, San Bernardino, 5500 University Parkway, San Bernardino, San Bernardino county California CA 92407-2318 United States-Estados Unidos.
Planos y vistas de satélite.34°10′59.16″N 117°19′26.4″O / 34.1831000, -117.324000

## Historia
El San Bernardino Valley Water Conservation Demonstration Garden es un jardín de enseñanza-investigación pública con poco más de un acres de superficie plantada y de las exhibiciones que muestran la conservación de agua a través de una serie de jardines y exposiciones temáticas ubicadas en Universidad Estatal de California, San Bernardino. Aunque está situado en el campus de Cal State en San Bernardino, el Jardín no fue construido con los recursos estatales. Más bien, fue posible gracias a importantes donaciones de tres donantes locales: el « "San Bernardino Valley Municipal Water District" » (que ahora se llama el « "West Valley Water District" »), la « San Manuel Band of Mission Indians » y el « "Inland Empire Resource Conservation District" », con donaciones adicionales de una serie de donantes más pequeños y contribuciones en especie de mano de obra, equipos y conocimientos.
Con cerca de dos años en la planificación y construcción, el "San Bernardino Valley Water Conservation Demonstration garden" es una asociación entre la universidad, su Instituto de Recursos Hídricos - « "Water Resources Institute" » (WRI) y varios socios de la comunidad que estaban tratando de educar a los residentes del "San Bernardino Valley" sobre las maneras de reducir su consumo de agua en sus jardines y la oferta de investigación de oportunidades a la WRI.
Un mandato estatal aprobado en 2009 obliga a los suministros de agua urbanos para lograr una reducción de 20 por ciento per cápita para el año 2020. Una forma de hacerlo es mediante la sustitución de la hierba regada con paisajismo sabio en cuanto al consumo de agua, pero hay una falta de conocimiento acerca de la planificación, la construcción y el mantenimiento de estos paisajes, junto con la idea errónea de que el ahorro de agua en los paisajes limita a los propietarios de viviendas a tener solamente cactus en sus jardines. Ese no es el caso, y el jardín de demostración es un muestrario de la colorida variedad de estilos disponibles.

## Colecciones
Entre sus colecciones son de destacar:
- A. Upper Watershed Exhibit, emulando los Altos de las cuencas de Santa Ana, un arroyo seco comienza aquí y un sendero serpenteante a través de los seis jardines al "Water Conservation Learning Center".
- B. Water Conservation Learning Center, aquí se aprende acerca de la importancia de conservar este valioso recurso y cómo puede ahorrar agua con sus opciones de jardinería.
- The Six Gardens, se puede recorrer cada jardín para encontrar las plantas que prosperan en el clima semiárido de esta zona de California.[4]
  - California Native Garden, plantas endémicas de California.
  - Shade Garden, con Citrus, guayabas, zapotes, aguacates, nueces macadamia y otros árboles frutales subtropicales.
  - Fragrance Garden, jardín de Hierbas - Aromáticas, culinarias, de zonas áridas y medicinales.
  - Desert Garden, con cientos de cactus, ocotillos, agaves, yuccas, etc.
  - Mediterranean Garden, plantas procedentes de países con climas mediterráneos.
  - Groundcovers and Lawn Substitutes, plantas cubresuelos que pueden sustituir al césped en zonas de climas áridos o semiáridos sin un consumo excesivo de agua.